# Koygolo
Koygolo (auch: Koïgolo) ist eine Landgemeinde im Departement Boboye in Niger.

## Geographie

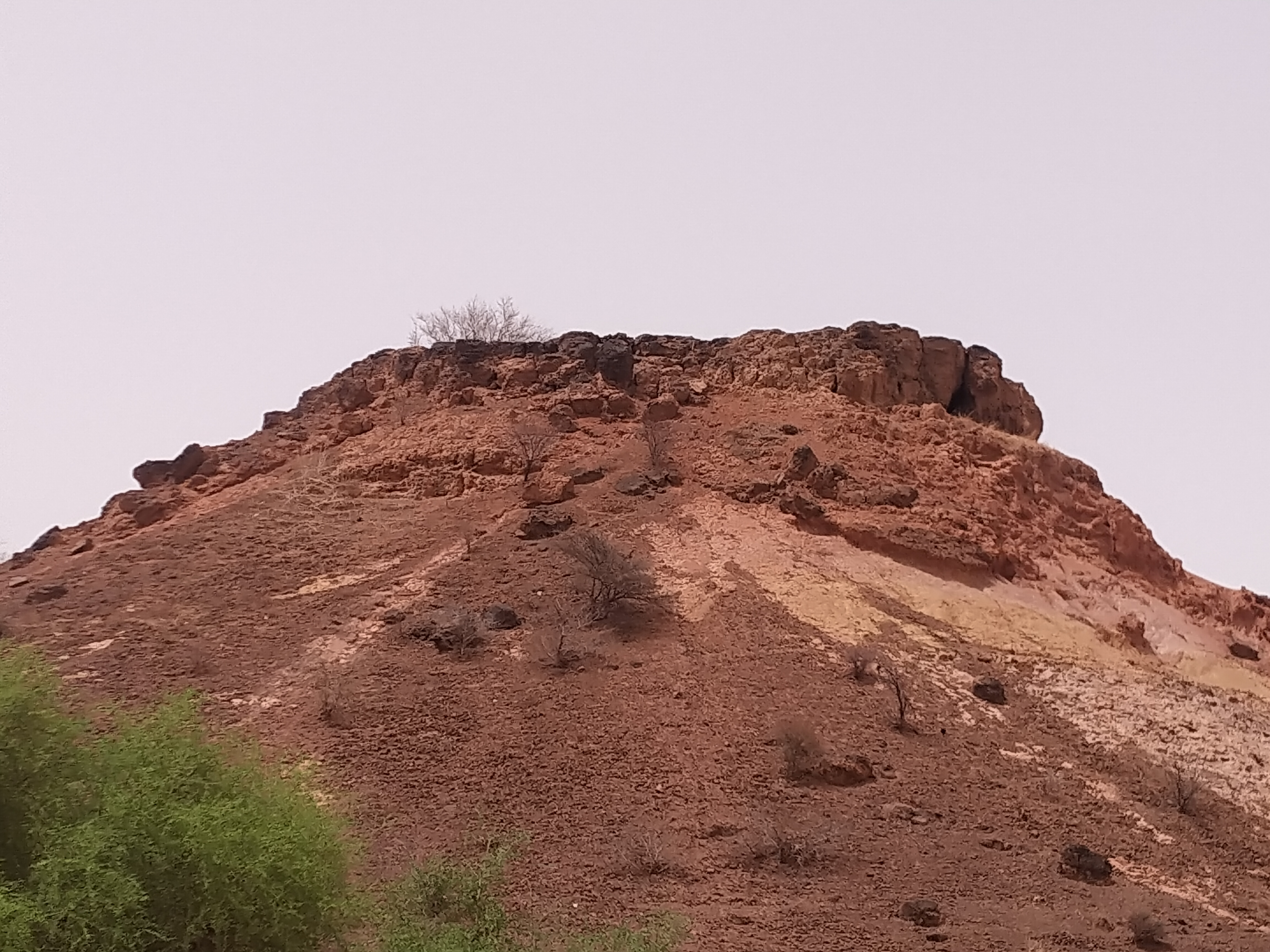
Ein Hügel hinter dem Gemeindebüro von Koygolo (2022)

Die Landgemeinde liegt am Übergang der Sahelzone zur Großlandschaft Sudan am Trockental Dallol Bosso. Die Nachbargemeinden sind Tagazar im Norden, Loga, Sokorbé und Garankédey im Osten, Harikanassou und Kiota im Süden sowie Dantchandou im Westen. Bei den Siedlungen im Gemeindegebiet handelt es sich um 45 Dörfer, 53 Weiler und zwei Lager. Der Hauptort der Landgemeinde ist das Dorf Koygolo.
In Koygolo besteht ein hohes Risiko von Überschwemmungen.

## Geschichte
Der Hauptort Koygolo wurde in der zweiten Hälfte des 19. Jahrhunderts von Issa Korombé als dessen neuer Herrschaftssitz gegründet, der sich zuvor in Karma befunden hatte. Nachdem die Stadt Dosso Ende 1898 der Herrschaft Frankreichs unterstellt worden war, gehört Koygolo neben Birni N’Gaouré und Sandiré zu den Dörfern, in denen die Franzosen ihre Autorität unmittelbar danach sicherten. Die Kolonialmacht richtete schließlich 1905 einen Kanton in Koygolo ein. Aus dem Kanton Koygolo ging 2002 bei einer landesweiten Verwaltungsreform die Landgemeinde Koygolo hervor. Bei Überschwemmungen im Jahr 2019 stürzten 98 Häuser im Hauptort ein.

## Bevölkerung
Bei der Volkszählung 2012 hatte die Landgemeinde 48.218 Einwohner, die in 6179 Haushalten lebten. Bei der Volkszählung 2001 betrug die Einwohnerzahl 39.414 in 5343 Haushalten.
Im Hauptort lebten bei der Volkszählung 2012 4482 Einwohner in 657 Haushalten, bei der Volkszählung 2001 3516 in 477 Haushalten und bei der Volkszählung 1988 1594 in 213 Haushalten.
Die Bevölkerung gehört mehrheitlich der Volksgruppe der Zarma an. Daneben lebt eine Fulbe-Minderheit in Koygolo, außerdem gibt es drei Tuareg-Dörfer und ein Songhai-Dorf im Gemeindegebiet.

## Politik

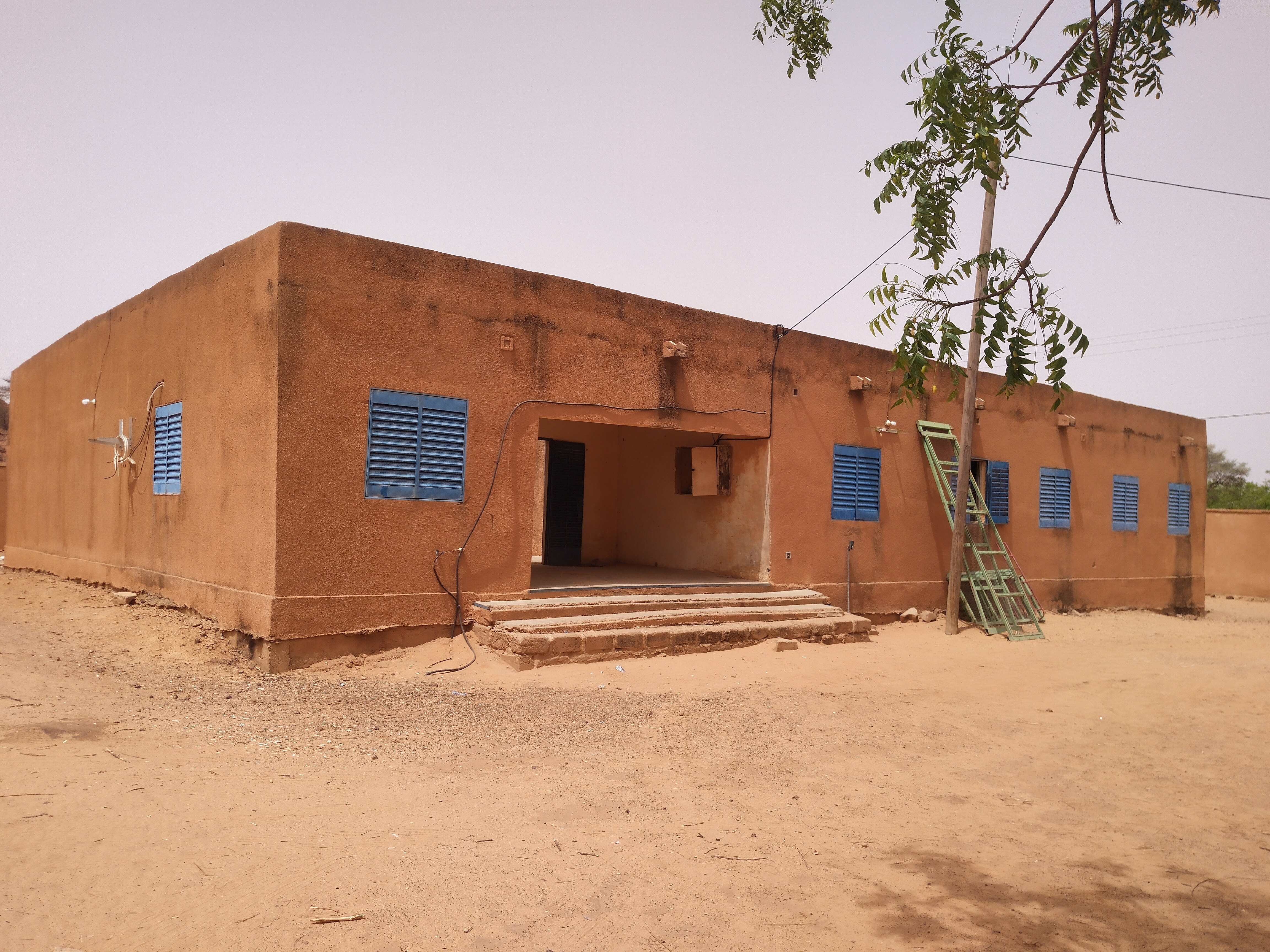
Gemeindebüro von Koygolo (2022)

Der Gemeinderat (conseil municipal) hat 15 gewählte Mitglieder. Mit den Kommunalwahlen 2020 sind die Sitze im Gemeinderat wie folgt verteilt: 6 PNDS-Tarayya, 4 MODEN-FA Lumana Africa, 2 ANDP-Zaman Lahiya, 1 CRPD-SULHU, 1 PJP-Génération Doubara und 1 RDR-Tchanji.
Jeweils ein traditioneller Ortsvorsteher (chef traditionnel) steht an der Spitze von 44 Dörfern in der Gemeinde, darunter dem Hauptort.

## Wirtschaft und Infrastruktur
Die Gemeinde liegt in einer Zone, in der Regenfeldbau praktiziert wird. In den 1980er Jahren wurde im Hauptort eine Getreidebank etabliert. Im Hauptort werden außerdem eine Niederschlagsmessstation betrieben und ein Markt abgehalten.
Gesundheitszentren des Typs Centre de Santé Intégré (CSI) sind im Hauptort sowie in den Siedlungen Goubé Zéno, Safa Patchak, Yéni Zarma, Zouzou Béri und Zouzou Saney vorhanden. Das Gesundheitszentrum im Hauptort verfügt über ein eigenes Labor und eine Entbindungsstation. Der CEG Koygolo und der CEG Yéni sind allgemein bildende Schulen der Sekundarstufe des Typs Collège d’Enseignement Général (CEG). Beim Centre de Formation aux Métiers de Koygolo (CFM Koygolo) handelt es sich um ein Berufsausbildungszentrum.
Durch die Gemeinde führt die Landstraße RR3-007 zwischen Birni N’Gaouré und Tabla. Im Hauptort zweigt die Route 334 nach Sokorbé von der Landstraße RR3-007 ab. Durch den Westen der Gemeinde verläuft die Nationalstraße 35 zwischen Gaya und Winditane. Im Dorf Diney Zougou zweigt die Route 332 nach Kolbou Djerma von der Nationalstraße 35 ab. Koygolo ist aufgrund des schlechten Straßenzustands schwer zugänglich.